# Haliastur indus
Il nibbio bramino (Haliastur indus (Boddaert, 1783)) è un uccello rapace della famiglia degli Accipitridi.

## Descrizione
È un rapace di medie dimensioni, lungo circa 43-50 cm. La colorazione del corpo è uniformemente bruno-rossastra, tranne il capo e il petto, di colore bianco. Gli immaturi sono uniformemente bruni con striature più chiare.

## Distribuzione e habitat
Coste, risaie, zone acquitrinose di un areale che si estende da India, Ceylon, Sud-est asiatico e Cina meridionale fino all'Australia attraverso l'Indonesia e la Nuova Guinea, arrivando a est fino alle Isole Salomone.

## Biologia

### Alimentazione
Il nibbio bramino si nutre di rane, granchi, pesci, insetti e spazzatura di ogni genere.

### Riproduzione
Nidifica da 0 a 2500 m di altitudine, però sempre vicino alle zone acquatiche, spingendosi anche nelle città (come Rangoon o Kuala Lumpur), specie in prossimità dei porti in cerca di cibo. Dove è molto comune, come in India, viaggia in grandi gruppi. Il nido è costruito su di un albero isolato, talvolta su costruzioni, ed è composto di rami secchi, foglie, carta, lana e lische di pesce. Sono deposte da 1 a 4 uova incubate dalla femmina, che è nutrita dal compagno. L'incubazione sembra essere di 26-27 giorni ma mancano dati precisi. Dopo 50-55 giorni (in Australia, in India probabilmente prima) i nidacei lasciano il nido.

## Nella cultura di massa
Chil, uno dei personaggi principali del Libro della Giungla di Rudyard Kipling, è un nibbio bramino indiano ("kite" nella versione originale inglese), benché in numerose traduzioni italiane dell'opera (in particolare nelle Storie di Mowgli adottato dai gruppi Scout dell'AGESCI, del Cngei e degli Scout d'Europa) sia diventato un avvoltoio.